# Ansamblul sculptural Constantin Brâncuși de la Târgu-Jiu
Ansamblul sculptural al lui Constantin Brâncuși de la Târgu Jiu, cunoscut și sub numele de Ansamblul monumental „Calea Eroilor” de la Târgu Jiu, este un omagiu adus eroilor căzuți în timpul Primului Război Mondial, proiectat și construit de Constantin Brâncuși. Cele patru componente sculpturale — Masa tăcerii, Aleea scaunelor, Poarta sărutului și Coloana infinitului — sunt dispuse pe aceeași axă, orientată de la apus spre răsărit, cu o lungime de 1275 m. Ansamblul sculptural a fost inclus pe lista patrimoniului cultural mondial UNESCO.

Panou informativ privind Ansamblul monumental „Calea Eroilor”, instalat în parcul din Târgu Jiu, în apropiere de Coloana Infinitului

Realizarea monumentului „Calea Eroilor“ se datorează în bună parte soției primului ministru Gheorghe Tătărescu, Arethia Tătărescu.

## Componente
Masa tăcerii, lucrată în calcar, reprezintă masa dinaintea confruntării cu bătălia la care urmează să participe combatanții. Timpul este dispus în clepsidrele-scaune care-l măsoară. Totul decurge în tăcere (cod LMI GJ-III-m-A-09465.03).
Aleea scaunelor, compusă din două bănci de piatră (cod LMI GJ-III-m-A-09465.04) și 30 scaune din piatră (cod LMI GJ-III-m-A-09465.05), pătrate (în formă de clepsidră) dispuse de o parte și de alta a aleii în grupuri de câte trei, fac legătura între grupul Mesei tăcerii și Poarta sărutului, situată spre est, la intrarea în parc. Realizată între 1937-1938.
Poarta sărutului, construită din travertin, este poarta prin care se face trecerea spre o altă viață. Motivul sărutului, prezent pe stâlpii porții, ar putea fi interpretat și ca ochii care privesc spre interior (cod LMI GJ-III-m-A-09465.02).
Coloana fără sfârșit, sau a „sacrificiului infinit”, considerată de către Sydnei Geist punctul de vârf al artei moderne, reprezintă un adevărat „testament spiritual” al artistului, un adevărat axis mundi, menit parcă să sprijine în veșnicie bolta cerului. Înaltă de 29,33 m, este constituită din 16 module (potrivit specialiștilor, sunt 15 întregi și încă unul amplasat jumătate jos, respectiv jumătate sus) romboidale din fontă (cod LMI GJ-III-m-A-09465.01).
Ansamblul a fost inaugurat la data de 27 octombrie 1938.
Din Calea Eroilor, în afară de sculpturile lui Brâncuși, face parte și biserica Sfinții Apostoli Petru și Pavel, inaugurată pe data de 7 noiembrie 1937, la aceeași dată cu Poarta Sărutului. Biserica se află pe axul Căii Eroilor, realizând o legătură între elementele ansamblului sculptural. A fost ridicată între 1927 și 1938 pe locul unei alte biserici ce data din anul 1777. Arhitecți au fost Ion Antonescu, Anghel Păunescu și Iulius Doppellreiter, iar pictura în stil neobizantin a fost executata în frescă de pictorul Iosif Keber. Este înscrisă în Lista monumentelor istorice din județul Gorj cu cod LMI GJ-II-m-B-09171
În epoca zisă a realismului socialist, Brâncuși a fost contestat ca unul din reprezentanții formalismului burghez cosmopolit. Abia în 1964 a fost „redescoperit” în România ca un geniu național și, în consecință, ansamblul de la Târgu-Jiu a putut fi amenajat și îngrijit, după ce fusese lăsat în paragină un sfert de veac.

## Numele operelor
Doctorul Traian Stoicoiu (decedat în 1999) spunea că l-a cunoscut pe Brâncuși, tatăl său Matei Stoicoiu fiind coleg cu Brâncuși în clasele primare. El spunea că adevăratele nume ale operelor lui Brâncuși sunt de fapt:
- Coloana sacrificiului infinit dat de eroii români pentru reîntregirea neamului. Numărul modulelor din care este alcătuită coloana reprezintă anul când România a intrat în Primul Război Mondial și se termină cu o jumătate de modul, reprezentând jumătatea anului respectiv.
- Masa apostolilor neamului, compusă din 12 scaune (reprezentând apostolii). în mijloc aflându-se Iisus Hristos.
- Monumentul Întregirii neamului, compus din doi stâlpi, fiecare stâlp alcătuit din alți 4 stâlpi uniți la partea de sus cu o grindă. Sărutul înseamnă unirea. Cei 8 stâlpi reprezintă cele 8 regiuni care se alipiseră patriei mamă, România.

Brâncuși a fost un sculptor simbolist, iar comuniștilor nu le-au plăcut numele date de Brâncuși, operelor lui, afirma doctorul Traian Stoicoiu.

## Monument istoric
Ansamblul monumental "Calea Eroilor" realizat de Constantin Brâncuși, - între Grădina Publică și Parcul Coloanei în grădina publică și parcul Coloanei a fost înscris în Lista monumentelor istorice din județul Gorj cu cod LMI GJ-III-a-A-09465.

## Galerie de imagini

Panou informativ Ansamblul monumental „Calea Eroilor”
Coloana Infinitului din Târgu Jiu - Constantin Brâncuși.
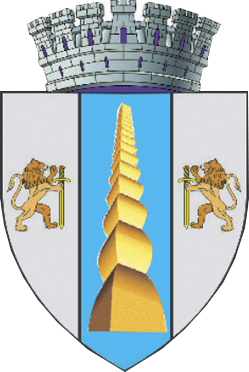
Coloana Infinitului pe Stema municipiului Târgu Jiu
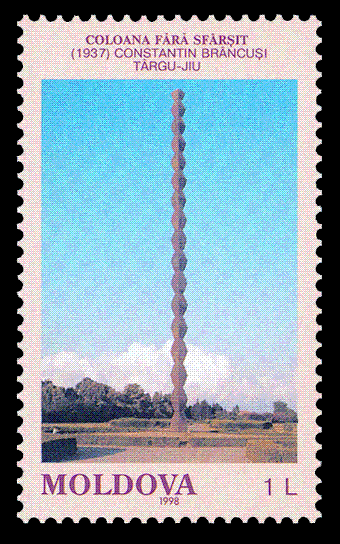
Coloana fără sfârșit pe o marcă poștală din Republica Moldova
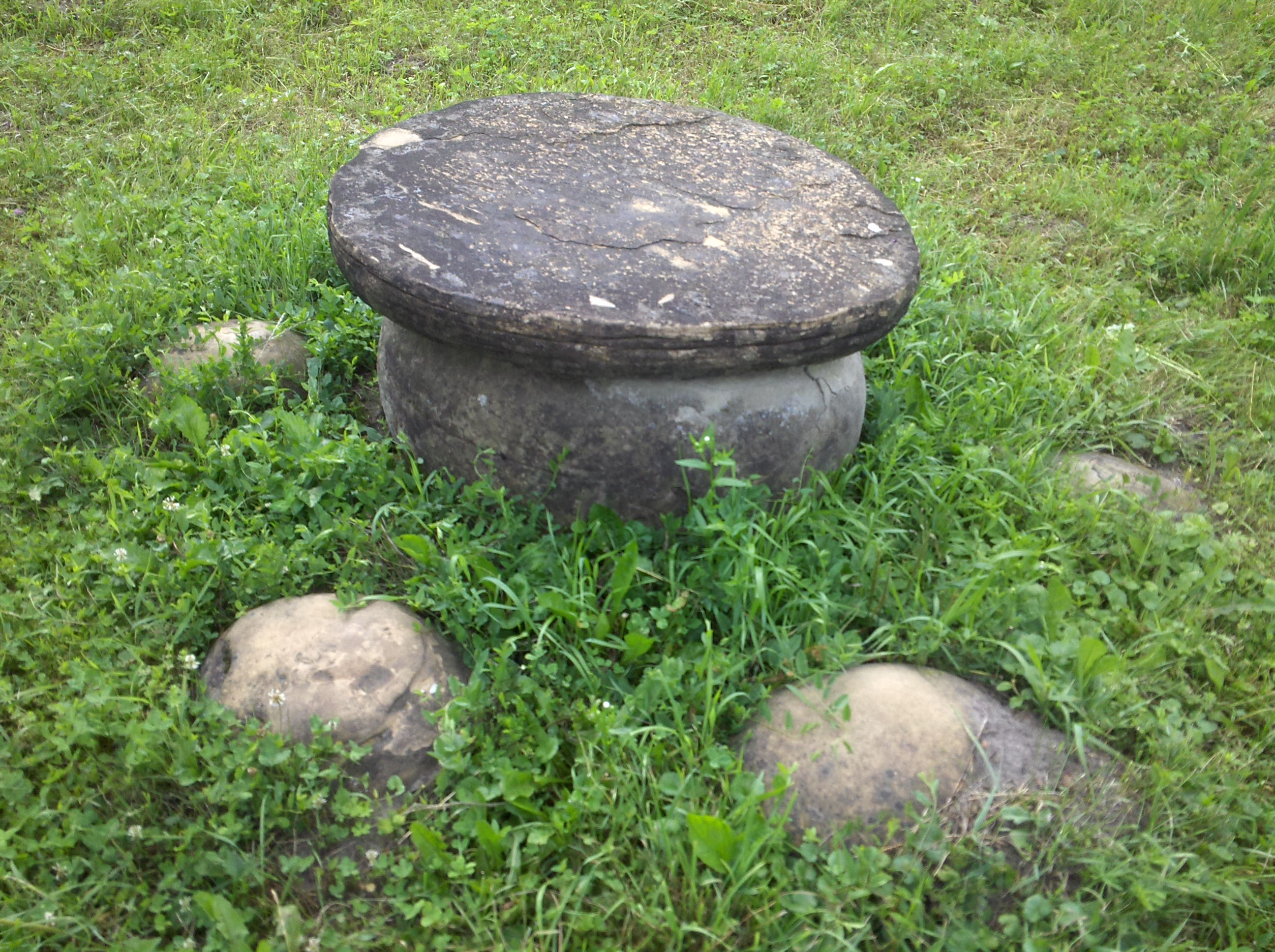
Masă asemănătoare cu Masa Tăcerii aflată la biserica din Pătrăuţi, datând din timpurile lui Ştefan cel Mare probabil sursa de inspiraţie a operei brâncuşiene
Biserica Sfinții Apostoli Petru și Pavel
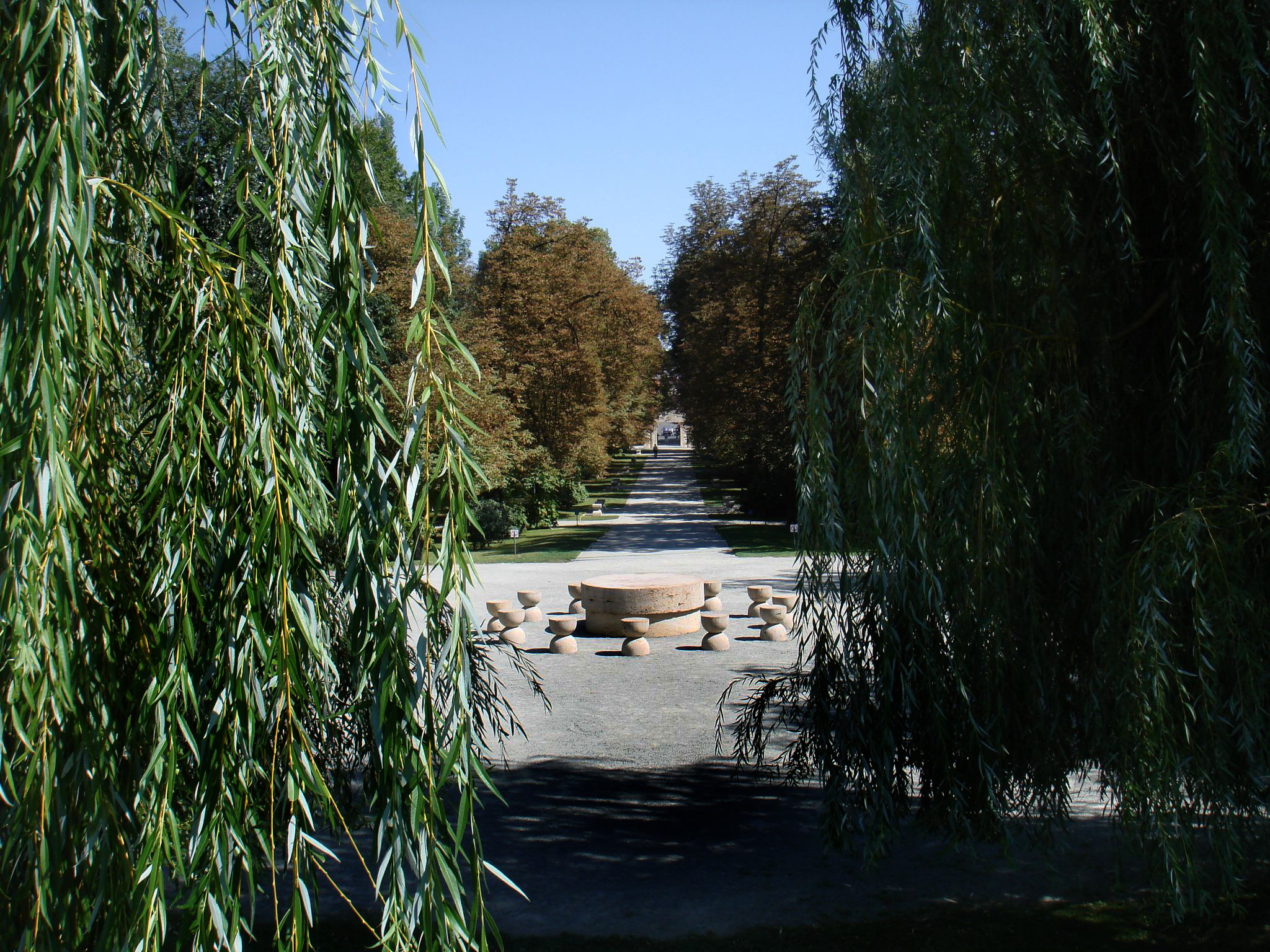
Capătul vestic al ansamblului monumental „Calea Eroilor” din Târgu Jiu. Fotografie luată de pe digul ce desparte parcul oraşului de râul Jiu, în lungul aleii care face parte din „Calea Eroilor”. În imagine, printre bogata vegetaţie a parcului, se zăresc „Masa tăcerii” şi „Poarta sărutului”.